# クリス・アカブシ
クリス・アカブシ (Kriss Kezie Uche Chukwu Duru Akabusi MBE、1958年11月28日- )は、イギリスの陸上競技選手。1984年ロサンゼルスオリンピックの銀メダリストである。

## 経歴
アカブシは、1975年に英国陸軍に入隊。信号部隊に所属しキャリアを積んだ後、1981年に体育訓練部隊に転属される。彼は除隊した時には二等准尉まで昇進した。
アカブシが最初に参加した大きな国際大会は1984年ロサンゼルスオリンピックであった。この大会では4×400mRの英国代表のメンバーの一員として、ギャリー・クック、トッド・ベネット、フィリップ・ブラウンとともに、アメリカに次ぎ2位となり、銀メダルを獲得。
その後、アカブシは1992年まで英国の4×400mRのメンバーとして活躍。1991年の東京開催の世界選手権では、アンカーとして出場。2位でバトンを受け取ったアカブシは、この大会の400mの優勝者であったアメリカのアントニオ・ペティグルーと激戦の末、最後の直線で抜き去り、番狂わせの金メダルを獲得した。
このほかアカブシは、1987年からは400mHの選手としても活躍。1988年ソウルオリンピックで6位入賞を果たした後、1990年のヨーロッパ選手権では金メダルを獲得。翌年の東京の世界選手権でも銅メダルを獲得した。
さらに、3度目のオリンピック出場となった1992年バルセロナオリンピックでは400mH、4×400mRの2種目で銅メダルを獲得し、同年には大英帝国勲章(MBE)を受章した。

## 自己ベスト
- 400m - 44秒93 (1988年)
- 400mH - 47秒82 (1992年)

## 主な実績
| 年   | 大会                         | 場所                           | 種目    | 結果 | 記録      |
| ---- | ---------------------------- | ------------------------------ | ------- | ---- | --------- |
| 1984 | オリンピック                 | ロサンゼルス(アメリカ合衆国)   | 4×400mR | 2位  | 2分59秒13 |
| 1986 | コモンウェルスゲームズ       | エジンバラ(スコットランド)     | 4×400mR | 1位  | 3分07秒19 |
| 1986 | ヨーロッパ陸上競技選手権大会 | シュトゥットガルト(西ドイツ)   | 4×400mR | 1位  | 2分59秒84 |
| 1987 | 世界陸上競技選手権大会       | ローマ(イタリア)               | 400mH   | 7位  | 48秒74    |
| 1987 | 世界陸上競技選手権大会       | ローマ(イタリア)               | 4×400mR | 2位  | 2分58秒86 |
| 1988 | オリンピック                 | ソウル(韓国)                   | 400mH   | 6位  | 48秒69    |
| 1988 | オリンピック                 | ソウル(韓国)                   | 4×400mR | 5位  | 3分02秒00 |
| 1989 | IAAFワールドカップ           | バルセロナ(スペイン)           | 400mH   | 3位  | 49秒42    |
| 1990 | コモンウェルスゲームズ       | オークランド(ニュージーランド) | 400mH   | 1位  | 48秒89    |
| 1990 | ヨーロッパ陸上競技選手権大会 | スプリト(ユーゴスラビア)       | 400mH   | 1位  | 47秒92    |
| 1990 | ヨーロッパ陸上競技選手権大会 | スプリト(ユーゴスラビア)       | 4×400mR | 1位  | 2分58秒22 |
| 1991 | 世界陸上競技選手権大会       | 東京(日本)                     | 400mH   | 3位  | 47秒86    |
| 1991 | 世界陸上競技選手権大会       | 東京(日本)                     | 4×400mR | 1位  | 2分57秒53 |
| 1992 | オリンピック                 | バルセロナ(スペイン)           | 400mH   | 3位  | 47秒82    |
| 1992 | オリンピック                 | バルセロナ(スペイン)           | 4×400mR | 3位  | 2分59秒73 |